# Корона (Њу Мексико)
Корона (енгл. Corona) град је у америчкој савезној држави Њу Мексико.

## Демографија
По попису из 2010. године број становника је 172, што је 7 (4,2%) становника више него 2000. године.
| Група             | 2000.      | 2010.       |
| Белци             | 88 (53,3%) | 122 (70,9%) |
| Афроамериканци    | 0 (0,0%)   | 0 (0,0%)    |
| Азијати           | 0 (0,0%)   | 0 (0,0%)    |
| Хиспаноамериканци | 70 (42,4%) | 46 (26,7%)  |
| Укупно            | 165        | 172         |